# Кимон (Француска)
Кимон (фр. Cumont) насеље је и општина у јужној Француској у региону Миди Пирене, у департману Тарн и Гарона која припада префектури Кастелсаразен.
По подацима из 2011. године у општини је живело 57 становника, а густина насељености је износила 7,76 становника/km². Општина се простире на површини од 7,35 km². Налази се на средњој надморској висини од 234 метара (максималној 263 m, а минималној 115 m).

## Демографија
| 1962. | 1968. | 1975. | 1982. | 1990. | 1999. | 2011. |
| ----- | ----- | ----- | ----- | ----- | ----- | ----- |
| 63    | 82    | 76    | 51    | 56    | 58    | 57    |

График промене броја становника у току последњих година